# Referendumsdemokratie
Eine Referendumsdemokratie ist eine Form der direkten Demokratie. Bei dieser Regierungsform hat das Volk durch Referenden in wichtigen politischen Fragen und bei der Gesetzgebung das letzte Wort. Ein Beispiel für diese Regierungsform ist die Schweiz.
Bei der Verfassungsgebung für die Bundesrepublik Deutschland lehnte der Parlamentarische Rat vor allem auf Betreiben des späteren Bundespräsidenten Theodor Heuss die Referendumsdemokratie zugunsten einer repräsentativen Demokratie ab. Die offiziellen Argumente dagegen waren zum einen die Angst vor Demagogen und zum anderen Schwierigkeiten bei der praktischen Umsetzung.